# Krasnoje (Lenjingradska oblast)
Krasnoje (rus. Красное озеро, doslovno Crveno jezero, prije 1948. Punnusjärvi, fin. Punnusjärvi) je jezero u Priozerskom rajonu Lenjingradske oblasti, u blizini Korobicina.

## Geografija
Jezero se nalazi u središnjem dijelu Karelijske prevlake i pripada slivu rijeke Vuoksi. Riječ je o jezeru dimenzija 6.9 km x 2,8 km jezera, s površinom od oko 9 km2.